# SC Balkhausen-Türnich
Der SC Balkhausen-Türnich (offiziell: Sportclub Balkhausen-Türnich 1919 e.V.) war ein Sportverein aus den Kerpener Stadtteilen Balkhausen und Türnich im Rhein-Erft-Kreis. Die erste Fußballmannschaft spielte zwei Jahre in der höchsten mittelrheinischen Amateurliga.

## Geschichte
Der Verein wurde im Jahre 1919 gegründet. 1947 wurde die erste Mannschaft Meister im Kreis Bergheim und stieg in die Bezirksklasse auf. Vier Jahre später gelang der Aufstieg in die Landesliga, die seinerzeit höchste Amateurliga am Mittelrhein. Nach einem zehnten Platz in der Aufstiegssaison mussten die Balkhausener ein Jahr später wieder absteigen. 1956 gelang der Wiederaufstieg in die Landesliga, die nach der gleichzeitigen Einführung der Verbandsliga Mittelrhein nur noch zweithöchste Amateurliga war. Nach nur einem Jahr ging es wieder zurück in die Bezirksklasse. 1963 wurde die Mannschaft dort Vizemeister hinter dem TuS Höhenhaus, ehe der Verein in untere Spielklassen verschwand. 

## Nachfolgeverein
Im Jahre 1996 fusionierte der SC Balkhausen-Türnich mit dem im Jahre 1919 gegründeten VfB Brüggen zur SpVg Balkhausen-Brüggen-Türnich. Der VfB Brüggen spielte von 1957 bis 1960 in der Landesliga. Nach der Fusion spielte der Verein zunächst in der Kreisliga A und musste 2003 in die Kreisliga B und zwei Jahre später in die Kreisliga C absteigen. Im Jahre 2014 folgte mit dem Abstieg in die Kreisliga D der sportliche Tiefpunkt. Seit 2021 tritt der Verein in der Kreisliga C an.